# True Colors (Zedd-Album)
True Colors (engl. „Wahre Farben“) ist das zweite Studioalbum des deutsch-russischen DJs Zedd.

## Entstehung und Artwork
Alle Stücke des Albums wurden von Anton Zaslavski (Zedd), in Kooperation mit weiteren oft wechselnden Komponisten, verfasst. Die Komponisten Antonina Armato, Tim James und Julia Michaels wirkten an drei Stücken und somit den meisten Liedern des Albums mit. Produziert wurden alle Stück von Zedd; zwei Titel produzierte er zusammen mit Rock Mafia. Das Album wurde unter dem Musiklabel Interscope Records veröffentlicht und vertrieben. Auf dem Cover des Albums ist – neben Künstlernamen und Liedtitel – ein Baum, durch unterschiedlichste Farben und Farbklecksen dargestellt, zu sehen.

## Veröffentlichung und Promotion
Die Erstveröffentlichung von True Colors erfolgte am 11. Mai 2015 als Download. Die Veröffentlichung als physischer Tonträger erfolgte am 15. Mai 2015 in Deutschland, Österreich und der Schweiz. Das Album besteht aus elf neuen Studioaufnahmen. Eine Woche nach der Veröffentlichung erschien in den Vereinigten Staaten eine Target Edition von True Colors. Diese beinhaltet zwei zusätzlich Remixversion von I Want You to Know von Marc Benjamin und Fox Stevenson.
Um das Album zu bewerben postete Zedd Anfang März einige geheimnisvolle Teaser zu True Colors bei Twitter. Mit den Videos war auch ein Link zu Zedds Homepage enthalten, auf der ein Countdown für den 19. März 2015 um 17:00 Uhr enthalten war. Nachdem Countdown waren Hinweise auf verschiedene Orte in Austin (Texas) zu finden. An allen Orten waren Aufkleber mit dem typischen „Z-Logo“ von Zedd zu finden. Die ersten 50 Fans die ein Bild mit sich und dem Logo hochluden und an den Stationen ankamen wurden zur Vorpremiere eines Liedes von Zedd eingeladen. Diese Aktion wiederholte sich an zehn Tagen in zehn unterschiedlichen Städten in den Vereinigten Staaten. Nur für das Lied I Want You to Know fand kein Event statt, was an der Singleauskopplung des Stückes lag. Alle Fans, die es zu den Events schafften, bekamen als Geschenk ein Paar Beats-Kopfhörer.
| Datum          | Stadt                      | Veranstaltungsort           | Lied-Premiere          | Themen-Farbe |
| -------------- | -------------------------- | --------------------------- | ---------------------- | ------------ |
| 19. März 2015  | Austin, Texas              | Longhorn Cavern State Park  | Addicted to a Memory   |              |
| 30. März 2015  | Los Angeles, Kalifornien   | Joshua Tree                 | Straight into the Fire |              |
| 9. April 2015  | Phoenix, Arizona           | Lake Pleasant Regional Park | Bumble Bee             |              |
| 14. April 2015 | San Francisco, Kalifornien | Alcatraz                    | Transmission           |              |
| 27. April 2015 | Denver, Colorado           | The Stanley Hotel           | Illusion               |              |
| 8. Mai 2015    | Chicago, Illinois          | Shedd Aquarium              | Beautiful Now          |              |
| 10. Mai 2015   | Philadelphia, Pennsylvania | Fonthill Castle             | Papercut               |              |
| 12. Mai 2015   | Atlanta, Georgia           | The Inn at Serenbe          | Daisy                  |              |
| 14. Mai 2015   | Las Vegas, Nevada          | Grand Canyon                | Done with Love         |              |
| 18. Mai 2015   | New York City, New York    | Empire State Building       | True Colors            |              |

Am 7. April 2015 postete er schließlich den Albumtitel, das Coverbild und das Veröffentlichungsdatum bei Instagram. Am 8. April 2015 stellte Zedd einen Remix von I Want You to Know, für die ersten 250.000 Follower der T-Mobile Facebook und Twitter-Seite, zur Verfügung.

## Inhalt
Alle Liedtexte sind komplett in englischer Sprache verfasst. Musikalisch bewegen sich die Lieder im Bereich des EDM und House. Bei dem Titel Done with Love handelt es sich um das einzige solo Stück Zedds, bei allen anderen Titeln wurde er von verschiedenen Gastsängern wie Selena Gomez oder Echosmith unterstützt. Bei dem Lied True Colors wird Zedd offiziell auch als Solokünstler ausgegeben, jedoch stammen die Gesangsaufnahmen von Tim James, dies wurde aber nicht unter den Mitwirkenden aufgeführt.
| #  | Titel                                                         | Autor(en)                                                                                    | Produzent(en)    | Länge |
| -- | ------------------------------------------------------------- | -------------------------------------------------------------------------------------------- | ---------------- | ----- |
| 1  | Addicted to a Memory (feat. Bahari)                           | Matthew Koma, Anton Zaslavski                                                                | Zedd             | 5:03  |
| 2  | I Want You to Know (feat. Selena Gomez)                       | Kevin Nicholas Drew, Ryan Tedder, Anton Zaslavski                                            | Zedd             | 3:59  |
| 3  | Beautiful Now (feat. Jon Bellion)                             | Antonina Armato, Jon Bellion, Desmond Child, Tim James, David Jost, Anton Zaslavski          | Rock Mafia, Zedd | 3:38  |
| 4  | Transmission (feat. Logic & X Ambassadors)                    | Antonina Armato, Sir Robert Bryson Hall II, Sam Nelson Harris, Tim James, Anton Zaslavski    | Zedd             | 4:02  |
| 5  | Done with Love                                                | Alexander Izquierdo, Jacob Luttrell, Anton Zaslavski                                         | Zedd             | 4:56  |
| 6  | True Colors                                                   | Antonina Armato, Tim James, Anton Zaslavski                                                  | Rock Mafia, Zedd | 3:48  |
| 7  | Straight into the Fire (feat. Julia Michaels)                 | Sam Martin, Julia Michaels, Mark Nilan, Lindy Robbins, Anton Zaslavski                       | Zedd             | 3:41  |
| 8  | Papercut (feat. Troye Sivan)                                  | Jason Evigan, Austin Paul Flores, Sam Martin, Julia Michaels, Lindy Robbins, Anton Zaslavski | Zedd             | 7:23  |
| 9  | Bumble Bee (feat. Botnek)                                     | David Gamson, Gordon Huntley, Erick Muise, Roger Troutman, Anton Zaslavski                   | Zedd             | 4:07  |
| 10 | Daisy (feat. Julia Michaels)                                  | Jason Evigan, Julia Michaels, Danny Parker, Andreas Schuller, Anton Zaslavski                | Zedd             | 2:54  |
| 11 | Illusion (feat. Echosmith)                                    | Georgia Ku, Jacob Luttrell, Anton Zaslavski                                                  | Zedd             | 6:30  |
|    | Target Edition                                                |                                                                                              |                  |       |
| 12 | I Want You to Know (Marc Benjamin Remix) (feat. Selena Gomez) | Kevin Nicholas Drew, Ryan Tedder, Anton Zaslavski                                            | Zedd             | 4:58  |
| 13 | I Want You to Know (Fox Stevenson Remix) (feat. Selena Gomez) | Kevin Nicholas Drew, Ryan Tedder, Anton Zaslavski                                            | Zedd             | 3:45  |

Zedd bemerkte in einigen Interviews, dass er jedes Lied von True Colors mit einer bestimmten Farbe assoziiert. Dies spiegelte sich auch bei den Lied-Vorstellungen wider, wo jeder Abend im Zeichen von einer bestimmten Farbe stand. Beispielsweise stand das Lied Straight into the Fire unter der Themen-Farbe Orange. Zedd selbst beschrieb den Rückgang des Liedes als sehr energisch und sehr aggressiv, in der Art eines Feuers. So war es ziemlich einfach für ihn das Stück mit der Farbe orange in Verbindung zu bringen.

## Singleauskopplungen
Bereits drei Monate vor der Veröffentlichung des Albums wurde am 23. Februar 2015 die Single I Want You to Know ausgekoppelt. Ebenfalls vorab folgte am 14. April 2015 die zweite Singleauskopplung von Addicted to a Memory. Die dritte Single Beautiful Now erschien am 13. Mai 2015. Die bislang letzte Singleveröffentlichung True Colors veröffentlichte Zedd am 29. April 2016. I Want You to Know und Beautiful Now konnten sich weltweit in den Charts platzieren. True Colors erreichte in deiner Neuauflage mit Kesha die Charts. Addicted to a Memory blieb bis heute eine Chartnotierung verwehrt.
Chartplatzierungen

| Jahr | Titel              | Höchstplatzierung, Gesamtwochen, AuszeichnungChartplatzierungen (Jahr, Titel, , Platzierungen, Wochen, Auszeichnungen, Anmerkungen) | Höchstplatzierung, Gesamtwochen, AuszeichnungChartplatzierungen (Jahr, Titel, , Platzierungen, Wochen, Auszeichnungen, Anmerkungen) | Höchstplatzierung, Gesamtwochen, AuszeichnungChartplatzierungen (Jahr, Titel, , Platzierungen, Wochen, Auszeichnungen, Anmerkungen) | Höchstplatzierung, Gesamtwochen, AuszeichnungChartplatzierungen (Jahr, Titel, , Platzierungen, Wochen, Auszeichnungen, Anmerkungen) | Höchstplatzierung, Gesamtwochen, AuszeichnungChartplatzierungen (Jahr, Titel, , Platzierungen, Wochen, Auszeichnungen, Anmerkungen) | Anmerkungen                                                                      |
| Jahr | Titel              | DE | AT | CH | UK | US | Anmerkungen                                                                      |
| ---- | ------------------ | --- | --- | --- | --- | --- | -------------------------------------------------------------------------------- |
| 2015 | I Want You to Know | DE39 (19 Wo.)DE | AT36 (14 Wo.)AT | CH48 (18 Wo.)CH | UK14 Silber · (8 Wo.)UK | US17 Platin · (16 Wo.)US | Erstveröffentlichung: 23. Februar 2015 Verkäufe: + 1.330.000; feat. Selena Gomez |
| 2015 | Beautiful Now      | — | — | — | — | US64 Platin · (14 Wo.)US | Erstveröffentlichung: 13. Mai 2015 Verkäufe: + 1.145.000; feat. Jon Bellion      |
| 2016 | True Colors        | — | — | — | UK78 (1 Wo.)UK | US74 (1 Wo.)US | Erstveröffentlichung: 29. April 2016 Verkäufe: + 52.000; Version mit Kesha       |

## The True Colors Tour
Diese Liste beinhaltet alle Konzerte in chronologischer Reihenfolge, die bei der The True Colors Tour gespielt werden. Geplant sind 24 Konzerte in 23 Städten, die alle in den Vereinigten Staaten stattfinden sollen.

### Tourdaten
| Datum              | Stadt                         | Veranstaltungsort                       | Land               |
| ------------------ | ----------------------------- | --------------------------------------- | ------------------ |
| 6. September 2015  | Seattle, Washington           | Seattle Center                          | Vereinigte Staaten |
| 8. September 2015  | Magna, Utah                   | The Great Saltair                       | Vereinigte Staaten |
| 10. September 2015 | Broomfield, Colorado          | 1stBank Center                          | Vereinigte Staaten |
| 12. September 2015 | Mesa, Arizona                 | Mesa Amphitheatre                       | Vereinigte Staaten |
| 15. September 2015 | San Diego, Kalifornien        | Valley View Casino Center               | Vereinigte Staaten |
| 16. September 2015 | San Francisco, Kalifornien    | Bill Graham Civic Auditorium            | Vereinigte Staaten |
| 17. September 2015 | San Francisco, Kalifornien    | Bill Graham Civic Auditorium            | Vereinigte Staaten |
| 18. September 2015 | Los Angeles, Kalifornien      | Staples Center                          | Vereinigte Staaten |
| 22. September 2015 | El Paso, Texas                | Williams Convention Center              | Vereinigte Staaten |
| 24. September 2015 | Austin, Texas                 | Austin360 Amphitheater                  | Vereinigte Staaten |
| 25. September 2015 | Houston, Texas                | Bayou Music Center                      | Vereinigte Staaten |
| 26. September 2015 | Dallas, Texas                 | South Side Ballroom                     | Vereinigte Staaten |
| 28. September 2015 | New Orleans, Louisiana        | Bold Sphere Music at Champions Square   | Vereinigte Staaten |
| 30. September 2015 | Cleveland, Ohio               | Jacobs Pavilion at Nautica              | Vereinigte Staaten |
| 2. Oktober 2015    | New York City, New York       | Madison Square Garden                   | Vereinigte Staaten |
| 5. Oktober 2015    | Wallingford, Connecticut      | Oakdale Theatre                         | Vereinigte Staaten |
| 7. Oktober 2015    | Amherst, Massachusetts        | Mullins Center                          | Vereinigte Staaten |
| 8. Oktober 2015    | Kingston, Rhode Island        | Ryan Center                             | Vereinigte Staaten |
| 9. Oktober 2015    | University Park, Pennsylvania | Bryce Jordan Center                     | Vereinigte Staaten |
| 13. Oktober 2015   | Charlotte, North Carolina     | Uptown Amphitheatre at NC Music Factory | Vereinigte Staaten |
| 16. Oktober 2015   | Miami, Florida                | Bayfront Park Amphitheatre              | Vereinigte Staaten |
| 17. Oktober 2015   | Tampa, Florida                | USF Sun Dome                            | Vereinigte Staaten |
| 27. Oktober 2015   | Indianapolis, Indiana         | Indiana Farmers Coliseum                | Vereinigte Staaten |
| 31. Oktober 2015   | Saint Paul, Minnesota         | Roy Wilkins Auditorium                  | Vereinigte Staaten |

## Mitwirkende
Albumproduktion
- Antonina Armato: Autor
- Jon Bellion: Autor
- Desmond Child: Autor
- Kevin Nicholas Drew: Autor
- Jason Evigan: Autor
- Austin Paul Flores: Autor
- David Gamson: Autor
- Sir Robert Bryson Hall II: Autor
- Sam Nelson Harris: Autor
- Gordon Huntley: Autor
- Alexander Izquierdo: Autor
- Tim James: Gesang, Autor
- David Jost: Autor
- Matthew Koma: Autor
- Georgia Ku: Autor
- Jacob Luttrell: Autor
- Sam Martin: Autor
- Julia Michaels: Autor
- Erick Muise: Autor
- Mark Nilan: Autor
- Danny Parker: Autor
- Lindy Robbins: Autor
- Rock Mafia: Musikproduzent
- Andreas Schuller: Autor
- Ryan Tedder: Autor
- Roger Troutman: Autor
- Zedd: Autor, DJ, Musikproduzent

Unternehmen
- Interscope Records: Musiklabel
- Universal Music Publishing: Vertrieb

## Rezeption

### Rezensionen
Die Kritiken zu True Colors fielen überwiegend mäßig aus. Der Wertungsaggregator Metacritic verzeichnet eine Durchschnittswertung von 55 %.

### Preise
Am 22. Mai 2016 wurde True Colors mit einem Billboard Music Award in der Kategorie Top Dance/Electronic Album ausgezeichnet, damit setzte sich Zedd unter anderem gegen David Guetta und Major Lazer durch.

### Charts und Chartplatzierungen
True Colors erreichte in Deutschland in einer Chartwoche Position 50 der Albumcharts. In der Schweiz erreichte das Album in einer Chartwoche Position 68 und im Vereinigten Königreich erreichte True Colors ebenfalls in einer Chartwoche Position 42. In den Vereinigten Staaten erreichte das Album Position vier und konnte sich insgesamt eine Woche in den Top 10 und 20 Wochen in den Charts halten. 2015 platzierte sich das Album in den US-amerikanischen Album-Jahrescharts auf Position 199.
Für Zedd ist dies der erste Charterfolg in den Album-Charts in Deutschland, der Schweiz und dem Vereinigten Königreich, sowie der zweite in den Vereinigten Staaten. Es ist sein erster Top-10-Erfolg in den Vereinigten Staaten.
| ChartsChartplatzierungen       | Höchstplatzierung | Wochen |
| ------------------------------ | ----------------- | ------ |
| Deutschland (GfK)              | 50 (1 Wo.)        | 1      |
| Schweiz (IFPI)                 | 68 (1 Wo.)        | 1      |
| Vereinigtes Königreich (OCC)   | 42 (1 Wo.)        | 1      |
| Vereinigte Staaten (Billboard) | 4 (20 Wo.)        | 20     |

| ChartsJahrescharts (2015)      | Platzierung |
| ------------------------------ | ----------- |
| Vereinigte Staaten (Billboard) | 199         |

### Auszeichnungen für Musikverkäufe
| Land/Region               | Auszeichnungen für Musikverkäufe (Land/Region, Auszeichnung, Verkäufe) | Verkäufe |
| ------------------------- | ---------------------------------------------------------------------- | -------- |
| Kanada (MC)               | Gold                                                                   | 40.000   |
| Kolumbien (ASINCOL)       | Gold                                                                   | 5.000    |
| Philippinen (PARI)        | 2× Platin                                                              | 30.000   |
| Singapur (RIAS)           | Gold                                                                   | 5.000    |
| Vereinigte Staaten (RIAA) | Gold                                                                   | 500.000  |
| Insgesamt                 | 4× Gold · 2× Platin ·                                                  | 580.000  |

Hauptartikel: Zedd/Auszeichnungen für Musikverkäufe